# Ногейрас, Хесус
Хесус Ногейрас Сантьяго (исп. Jesús Nogueiras Santiago; род. 17 июня 1959, Ремедьос) — кубинский шахматист; гроссмейстер (1979).
Пятикратный чемпион Кубы: 1977 (совместно с Х. Лебредо Саррагоития и Х. Л. Вилела де Акунья), 1978, 1984 (совместно с А. Родригесом), 1991 и 2000.
В составе национальной сборной участник 14 олимпиад (1980—2008), в том числе 7 раз играл на 1-й доске. Участник соревнований на первенство мира: зональные турниры в Каракасе (1985) — 3-е место и в Баямо (1987) — 3-е; межзональные турниры в Таско (1985) — 2-е и в Загребе (1987) — 4-6-е; турнир претендентов в Монпелье (1985) — 15-е места.
Лучшие результаты в других международных соревнованиях: Гавана (1979) — 2-3-е, 1980 — 4-5-е, 1981 — 1-2-е, 1982 — 4-6-е, 1983 — 2-е, 1984 — 1-е; Кечкемет (1979) — 2-4-е; Сьенфуэгос (1981) — 4-е; 1983 и 1984 — 1-е; Пинар-дель-Рио (1982) — 1-е; Торремолинос (1984) — 2-3-е; Санта-Клара (1984) — 1-е; Грац (1984) — 2-е; Сирак (1986) — 3-4-е; Вейк-ан-Зее (1987) — 4-е места.

## Таблица результатов
| Год  | Город    | Турнир         | + | − | = | Результат | Место |
| ---- | -------- | -------------- | - | - | - | --------- | ----- |
| 1980 | Валетта  | 24-я олимпиада | 5 | 2 | 4 | 7 из 11   |       |
| 1982 | Люцерна  | 25-я олимпиада | 4 | 2 | 5 | 6½ из 11  |       |
| 1984 | Салоники | 26-я олимпиада | 5 | 3 | 5 | 7½ из 13  |       |
| 1986 | Дубай    | 27-я олимпиада | 5 | 1 | 7 | 8½ из 13  |       |
| 1988 | Салоники | 28-я олимпиада | 6 | 0 | 7 | 9½ из 13  |       |
| 1990 | Нови-Сад | 29-я олимпиада | 2 | 1 | 9 | 6½ из 12  |       |
| 1994 | Москва   | 31-я олимпиада | 4 | 3 | 6 | 7 из 13   |       |
| 1996 | Ереван   | 32-я олимпиада | 3 | 1 | 9 | 7½ из 13  |       |
| 1998 | Элиста   | 33-я олимпиада | 3 | 1 | 7 | 6½ из 11  |       |
| 2000 | Стамбул  | 34-я олимпиада | 0 | 1 | 8 | 4 из 9    |       |
| 2002 | Блед     | 35-я олимпиада | 1 | 0 | 4 | 3 из 5    |       |
| 2004 | Кальвиа  | 36-я олимпиада | 4 | 3 | 3 | 5½ из 10  |       |
| 2006 | Турин    | 37-я олимпиада | 2 | 3 | 3 | 3½ из 8   |       |
| 2008 | Дрезден  | 38-я олимпиада | 2 | 1 | 1 | 2½ из 4   |       |
|      |          |                |   |   |   | из        |       |

## Изменения рейтинга
| Графики недоступны из-за технических проблем. См. информацию на Фабрикаторе и на mediawiki.org. |